# Ralph W. Tyler

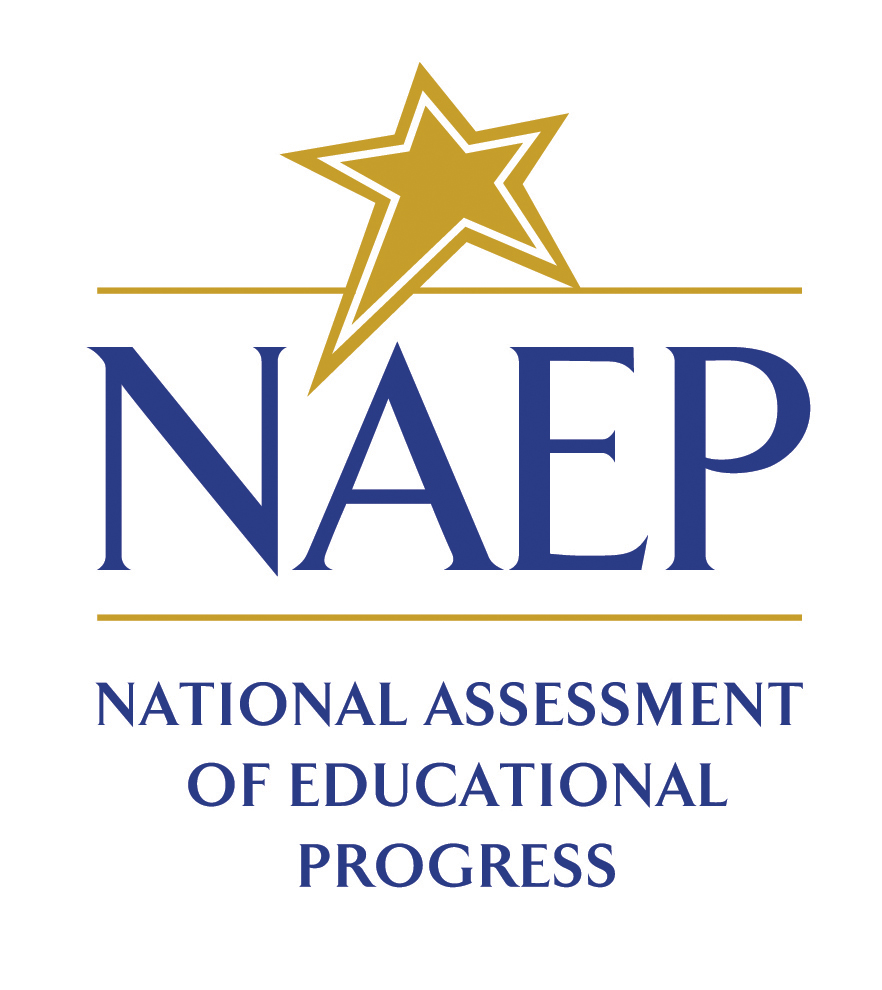
Logo

Ralph Winfred Tyler (* 22. April 1902 in Chicago; † 18. Februar 1994 in San Diego) war ein US-amerikanischer Erziehungswissenschaftler, der im Bereich Bewertung und Evaluation arbeitete. Er leitete das Komitee, das das National Assessment of Educational Progress (NAEP) entwickelte. Möglicherweise hat er den Begriff „Evaluation“ geprägt.
Seinen Master erwarb er an der University of Nebraska 1923, seinen Doktor an der University of Chicago 1927, dort arbeitete er mit Charles H. Judd. In North Carolina und an der Ohio State University, wo er Hilde Taba kennenlernte, entwickelte er erste Testverfahren für Schul- und Universitätscurricula. Seinen Namen machte er sich mit der Eight-Year Study (1933–1941), ein nationales Programm, das 30 Sekundarschulen und 300 Colleges und Universitäten umfasste, um die Curricula auszuwerten. In einem Experiment wurde es progressiven Sekundarschulen freigestellt, wie sie die Schüler auf das Studium vorbereiteten. Die Progressive Education Association finanzierte das Modell mit der Garantie, dass über 200 Colleges die Zulassung geben würden. Die Veränderungen tendierten zu einem individualisierten Studienangebot mit mehr interdisziplinären Programmen und größerem Gewicht auf Kunst und Extracurriculares. Das General Education Board unterstützte die Studie. Am Ende profitierten die Schüler mit dem freiesten Curriculum.
1938 ging Tyler an die in den Erziehungswissenschaften führende University of Chicago. 
In der Auswertung schrieb der das Hauptwerk Basic Principles of Curriculum and Instruction (1949). Es enthielt das berühmt gewordene Tyler Rationale:
1. Welche Bildungsziele sollte die Schule zu erreichen versuchen? (Definiere angemessene Lernziele)
2. Wie können Lernerfahrungen ausgewählt werden, die wahrscheinlich nützlich sind, um diese Ziele zu erreichen? (Bringe nützliche Lernerfahrungen ein)
3. Wie können Lernerfahrungen für eine effektive Lehre organisiert werden? (Organisiere Lernprozesse, um ihren Effekt zu verbessern)
4. Wie kann die Effektivität von Lernerfahrungen bewertet werden? (Bewerte den Prozess und überdenke die Felder, die nicht effektiv waren)

Das Buch enthält den klassisch gewordenen Satz: „It is what he does that he learns, not what the teacher does.“ (Tyler, p. 63) „Was einer tut, ist, was er lernt, nicht was der Lehrer tut.“
1953 wurde er der erste Leiter des Center for Advanced Study in the Behavioral Sciences an der Stanford University, wo er bis 1967 arbeitete. Tyler beriet Präsident Harry S. Truman in einer Curriculumreform 1952, unter Eisenhower leitete er die President’s Conference on Children and Youth. 1964 bat die Carnegie-Stiftung Tyler, den Vorsitz im Komitee zu übernehmen, um das National Assessment of Educational Progress' (NAEP) zu entwickeln. 1969 begann das bis heute größte und national repräsentative Messprogramm, was US-Schüler wissen und können. Tyler blieb ein großer Optimist, was die Verbesserung von Lernergebnissen in Zukunft ergeben könne.
1976 wurde Tyler in die American Academy of Arts and Sciences gewählt.

## Schriften
- Basic principles of curriculum and instruction, Chicago, The University of Chicago press, ND 2013
  - (deutsch) Curriculum und Unterricht, Schwann, Düsseldorf 1973 ISBN 978-3-7895-0241-5
- Educational evaluation:  classic works, Springer 1989 ISBN 978-0-89838-273-0

## Einzelbelege
1. ↑  William G. Wraga: Understanding the Tyler rationale: Basic Principles of Curriculum and Instruction in historical context. In: Espacio, Tiempo y Educación. Band 4, Nr. 2, 1. Juli 2017, ISSN 2340-7263, S. 227–252, doi:10.14516/ete.156 (espaciotiempoyeducacion.com [abgerufen am 30. August 2020]).
2. ↑  NAEP Nations Report Card - National Assessment of Educational Progress - NAEP. Abgerufen am 31. August 2020 (englisch).
3. ↑  Book of Members 1780–present, Chapter T. (PDF; 888 kB) In: amacad.org. American Academy of Arts and Sciences, abgerufen am 31. August 2020 (englisch).

| Personendaten    | Personendaten                               |
| ---------------- | ------------------------------------------- |
| NAME             | Tyler, Ralph W.                             |
| ALTERNATIVNAMEN  | Tyler, Ralph Winfred (vollständiger Name)   |
| KURZBESCHREIBUNG | US-amerikanischer Erziehungswissenschaftler |
| GEBURTSDATUM     | 22. April 1902                              |
| GEBURTSORT       | Chicago                                     |
| STERBEDATUM      | 18. Februar 1994                            |
| STERBEORT        | San Diego                                   |